# Donald J. McParland
Pour les articles homonymes, voir McParland.
Donald J. McParland (North Bay, Ontario, 1929 - près de Wabush, Labrador, 11 novembre 1969) est un ingénieur canadien. À titre de président de la Churchill Falls (Labrador) Corporation Limited (CFLCo) et de Brinco, Il est l'un des principaux responsables de la construction de la centrale de Churchill Falls au Labrador.

## Biographie
Fils d'un agent d'assurance, McParland naît à North Bay, mais grandit dans la ville minière de Noranda, en Abitibi, au Québec. Habile joueur de poker, il paie une partie de ses études de génie mécanique à l'université de Toronto grâce à ses gains aux cartes. Il obtient son diplôme en 1952. Sa dissertation portait sur l'expansion économique rapide enregistrée par le Québec dans les années d'après-guerre, défendant l'hypothèse selon laquelle le progrès économique avait été facilité par l'abondance du potentiel hydroélectrique.
Il entre au service de Rio Algom (en) dans les années 1950 à titre d'ingénieur et se fait rapidement remarquer de ses patrons qui lui confient rapidement des mandats d'expertise sur des chantiers miniers internationaux de l'entreprise.

### Centrale de Churchill Falls
Il est recruté pour diriger le projet de la centrale de Churchill Falls par le président de Rio Algom, Robert H. Winters, en 1963. McParlane accepte le poste de vice-président (technique) de la Brinco, même s'il est peu familier avec le domaine du génie électrique. À ses débuts, un adjoint doit même lui trouver une copie d'un glossaire du domaine de l'électricité.
Le patron de la CFLCo établit une « relation fructueuse » avec le directeur général d'Hydro-Québec, Robert A. Boyd qui s'implique dans le dossier à compter de 1965. Boyd apprécie « la franchise, la rigueur, la détermination et, surtout, le sens pratique » de McParland. Ensemble, Boyd et McParland aplanissent les difficultés au fur et à mesure qu'elles apparaissent, laissant aux avocats le soin de régler le contentieux au sujet des frontières du Labrador.

### Accident d'avion
McParland et plusieurs autres membres de la direction du projet embarquent le 11 novembre 1969 dans l'avion d'affaires de la CFLCo, un DH-125,  à la piste du chantier. L'avion décolle vers 18 h en direction de Wabush, où McParland doit prononcer une conférence devant la section locale de l'Institut canadien des mines et de la métallurgie. Le vol fera donc escale à Wabush pour déposer le président de Brinco et son assistant, avant de rallier Montréal avec les autres passagers.
Une demi-heure après le décollage, l'opérateur de la tour de contrôle de l'aéroport de Wabush annonce au contrôle aérien de Moncton qu'il a perdu le contact avec un DH-125 en approche.  L'avion s'est abimé dans les montagnes à proximité de sa destination, causant la mort de McParland et son assistant John Lethbridge, Eric Lambert, de trois employés d'Acres Canadian Bechtel et des deux membres d'équipage. La Gendarmerie royale du Canada confirmera plus tard le décès de tous les occupants de l'avion.

## Honneurs
Un prix, le prix commémoratif Donald J. McParland est remis annuellement depuis 1972 par l'Institut canadien des mines, de la métallurgie et du pétrole à une personne qui se distingue par sa contribution au domaine du génie minier.